# Matthias Göring
Pour les articles homonymes, voir Goering (homonymie).
Matthias Heinrich Göring, né le 5 avril 1879 à Düsseldorf et mort en captivité en juillet 1945 à Poznań (Pologne), était un médecin et psychiatre allemand. Cousin du politicien nazi Hermann Göring, il adhéra au Parti national-socialiste dès 1933. Il était également fonctionnaire au Ministère de l'Aviation du Reich.

## Parcours
Matthias Göring obtient un doctorat en droit en 1900, puis un doctorat en médecine à Bonn en 1907 et se spécialise en neurologie et psychiatrie. Il s'installe à Elberfeld en 1923 et entreprend une analyse didactique avec Leonhard Seif (un psychothérapeute adlerien) à Munich. En 1928, il met en place un service de consultations psychothérapeutiques à Elberfeld, et un an plus tard, il fonde à Wuppertal un groupe de travail psychanalytique.
Göring se montre critique quant au matérialisme et à l'importance apportée à la sexualité infantile ainsi qu'à l'inconscient dans la théorie freudienne. Il reprend les principes de la psychologie d'Alfred Adler, et leur adjoint l'importance du patriotisme allemand.
Le 15 septembre 1933, il prend la direction de la Société générale allemande de médecine psychothérapeutique (Deutsche allgemeine ärztliche Gesellschaft für Psychotherapie (DAÄGP)), une fondation de médecins à orientation national-socialiste, qui inscrit l'allégeance au « Führer » dans ses statuts. Il écrit à Cimbal : « Dans l'intérêt de notre société, je souhaite accepter votre offre parce que je suis un national-socialiste non pas nominalement mais de tout mon cœur dans l'esprit d'Adolf Hitler parce que je porte le nom du ministre prussien et je suis apparenté à lui ».
En 1936 il prend la tête de l'Institut allemand de recherche en psychologie et de psychothérapie (Deutsches Institut für psychologische Forschung und Psychotherapie), connu sous le nom d'Institut Göring. L'éditeur Arthur Kronfeld est remplacé, après plusieurs refus et pour des motivations sujettes à controverses, par Carl Gustav Jung qui prendra la tête de cet institut avant que Matthias Göring n'accepte sa démission en 1940. En effet Jung venait de présenter Hitler comme un psychopathe patent dans la revue américaine Heart's International Cosmopolitan de Yale. Dès lors Jung, est inscrit sur la « Schwarze Liste ».
Göring milite contre la « psychanalyse juive » et organise l'exclusion des psychanalystes juifs de sa société et de son institut. En 1938, il supervise la dissolution de la Société psychanalytique allemande et de la Société psychanalytique de Vienne.
Göring continua de collaborer avec quelques psychanalystes non juifs comme August Aichhorn, mais surtout avec Harald Schultz-Hencke, Felix Boehm, Carl Müller-Braunschweig tous ouvertement contre les théories freudiennes au sein de son institut[réf. nécessaire], ou encore Max de Crinis avec lequel il s'est plusieurs fois trouvé en opposition. Son épouse Erna Göring était en analyse avec Werner Kemper, et son fils Ernst Göring suivait une analyse didactique avec Carl Müller-Braunschweig.
Göring dirige l'Institut jusqu'en 1945, date à laquelle il est arrêté et incarcéré dans un camp russe à Poznań en Pologne, où il meurt de shigellose.